# Wojciech Kałuża (dyplomata)
Wojciech Kazimierz Kałuża (ur. 2 marca 1948 w Ryczeniu, zm. 27 maja 2010) – polski dyplomata, ambasador RP w Koreańskiej Republice Ludowo-Demokratycznej (2001–2005).

## Życiorys
Ukończył politologię w Moskiewskim Państwowym Instytucie Stosunków Międzynarodowych; uzyskał tam stopień doktora. W 1971 rozpoczął pracę w Ministerstwie Spraw Zagranicznych. Był m.in. naczelnikiem Wydziału do spraw Azji Południowej i Południowo-Wschodniej. Przebywał w konsulatach w Kantonie i w Szanghaju, ambasadzie w Pekinie (1972–1982), w tym w okresie chińskiej rewolucji kulturalnej. Był zastępcą ambasadora w Australii (1985–1989). W latach 1992–1998 oddelegowany do misji ONZ, gdzie pełnił m.in. obowiązki koordynatora do spraw cywilnych i politycznych we Wschodniej Slawonii. Od 6 września 2001 do 2005 pełnił funkcję ambasadora w KRLD. Był pierwszym ambasadorem po 6-letnim okresie obniżenia rangi przedstawicielstw do chargé d’affaires.
Publikował w czasopismach naukowych. Znał języki: angielski, chiński, rosyjski, chorwacki i serbski.
Pochowany na Cmentarzu Wojskowym na Powązkach (kwatera A II 43-7-13).